# Gmina Grodzisk Mazowiecki
Die Gmina Grodzisk Mazowiecki ist eine Stadt-und-Land-Gemeinde im Powiat Grodziski der Woiwodschaft Masowien in Polen. Sitz des Powiat und der Gemeinde ist die gleichnamige Stadt mit etwa 31.800 Einwohnern.

## Geographie
Die Gemeinde liegt etwa 25 Kilometer westlich der Landeshauptstadt Warschau. Nachbargemeinden sind Baranów, Błonie, Brwinów, Jaktorów, Milanówek, Nadarzyn, Radziejowice und Żabia Wola.

## Geschichte
Die Landgemeinde (bis 1954 Gmina Grodzisk) wurde 1973 wieder gebildet. Stadt- und Landgemeinde wurden 1990/1991 zur Stadt-und-Land-Gemeinde zusammengelegt. Ihr Gebiet gehörte bis 1975 zur Woiwodschaft Warschau. Es kam dann bis 1998 zur stark verkleinerten Woiwodschaft gleichen Namens, der Powiat wurde in dieser Zeit aufgelöst. Zum 1. Januar 1999 kam es zur Woiwodschaft Masowien und zum wiedererrichteten Powiat Grodziski.

## Gliederung
Die Stadt-und-Land-Gemeinde Grodzisk Mazowiecki gehören neben der Stadt selbst Orte mit 34 Schulzenämtern (sołectwa):
Adamów-Żuków
Adamowizna
Chlebnia
Chrzanów Duży
Chrzanów Mały
Czarny Las
Izdebno Kościelne
Izdebno Nowe
Janinów
Kady
Kałęczyn
Kłudno Nowe
Kłudno Stare
Kłudzienko
Kozerki
Kozery Nowe
Stare Kozery
Kraśnicza Wola
Książenice
Makówka
Marynin
Mościska
Natolin
Odrano-Wola
Opypy
Radonie
Szczęsne
Tłuste
Urszulin
Wężyk
Władków
Wólka Grodziska
Zabłotnia
Zapole
Ein weiterer Ort der Gemeinde ist Dąbrówka.